# Arkas (deser)
Arkas – mleczny deser staropolski, serwowany zwłaszcza na Podlasiu i w Pilaszkowicach, prawdopodobnie pochodzący z Armenii. Był to jeden z ulubionych przysmaków króla Jana III Sobieskiego. Oryginalna recepta arkasu jest niełatwa do ustalenia. Według Glogera, który odwołuje się do wiedzy gospodyń z Podlasia i do przepisu sięgającego XVIII w., arkas przyrządzano w poniższy sposób: 

6 jaj, razem żółtka z białkami, bije się mocno i wlewa do kwarty słodkiego mleka, które gotuje się na twarożek, odcedza z niego przez sitko serwatkę, a twarożek odciska i przykłada na sicie półmiskiem dla ścieku i ochłodzenia, potem kraje w paski i polewa kwaśną, niebitą, tylko rozmieszaną z cukrem i cynamonem śmietaną.

Według niektórych przepisów osłodzone mleko wymieszane z jajami podgrzewano po zakwaszeniu cytryną. Zaś według Łukasza Gołębiowskiego deser ten to mleczna galareta, „mleko i cytryna w koszyczkach”, zaprawione wodą różaną